# Нганасани
Нганасани (рус. Нганасаны, енгл. Nganasan) су самоједски народ чији језик припада северној грани самоједских језика. Насељавају сибирско полуострво Тајмир у Краснојарском крају Руске федерације.

## Територија
Нганасани су најсевернији самоједски народ. Насељавају долине река Пјасина, Дудипта и Боганида на западу полуострва Тајмир, долину реке Хета, обале језера Тајмир и обалу Хатаншког залива на истоку полуострва Тајмир, као и тундру на југу полуострва.

## Популација
Према резултатима пописа становништва Руске Федерације, Нганасана је 2010. било 862.

## Језик
Нганасански језик припада северној грани самоједских језика. Постоје два дијалекта нганасанског, а то су авамски и вадејевски дијалекат. Почетком 21. века велики део Нганасана говори руским као матерњим језиком, а проценат говорника нганасанског је у непрестаном опадању. 

## Вера
Нганасани су одржали традиционална анимистичка веровања и шаманизам, део је православне вероисповести.